# John Russell Hind
John Russell Hind (Nottingham, 12 maggio 1823 – Twickenham, 23 dicembre 1895) è stato un astronomo britannico.
Alcune fonti riportano il suo nome come John Russel Hind con una sola "L". Tuttavia le riviste astronomiche britanniche del XIX secolo riportano la versione con due '"L".

## Biografia
John Russell Hind nacque nel 1823 a Nottingham, figlio del produttore di merletti John Hind e di Elizabeth Russell. Fu educato alla Nottingham High School. All'età di 17 anni andò a Londra per svolgere un apprendistato come ingegnere civile, ma grazie all'aiuto di Charles Wheatstone lasciò l'ingegneria per accettare una posizione come "calcolatore" presso l'Osservatorio di Greenwich sotto la guida dell'Astronomo reale George Biddell Airy. Hind rimase lì dal 1840 al 1844. Nello stesso anno, Hind lasciò questo incarico che comportava tediosi calcoli e succedette a William Rutter Dawes come direttore dell'osservatorio privato di George Bishop, un ricco commerciante di vini. L'osservatorio era ubicato al Regent's Park di Londra. Nel 1846 fu preceduto nella scoperta del pianeta Nettuno dall'astronomo tedesco Johann Gottfried Galle. Nel 1853 divenne sovrintendente dell'Almanacco Nautico, fino a 1891.
Hind è noto per essere uno dei primi scopritori di asteroidi, ne scoprì 10; il primo, nel 1847, fu 7 Iris. Hind è stato anche il coscopritore della cometa C/1846 O1 de Vico-Hind.
Scoprì e osservò anche le stelle variabili R Leporis e T Tauri e scoprì la variabilità Mu Cephei. Scoprì anche la nova V841 Ophiuchi, la prima nova dei tempi moderni (sin dalla supernova SN 1604).
Sul nome da lui scelto per l'asteroide 12 Victoria ci furono all'epoca alcune polemiche. A quel tempo gli asteroidi non venivano battezzati col nome di persone viventi, e Victoria era appunto il nome della Regina Victoria. Hind si giustificò dicendo che il nome era un riferimento alla dea romana Vittoria. Il riferimento mitologico venne ritenuto sufficiente e il nome fu accettato.

## Riconoscimenti e onorificenze
Hind vinse la Medaglia d'Oro della Royal Astronomical Society nel 1853.
Il cratere Hind sulla Luna è chiamato così in suo onore, così come l'asteroide 1897 Hind.